# Polska Norma
Polska Norma (oznaczana symbolem PN) – norma o zasięgu krajowym, przyjęta w drodze konsensu (tzw. nikt z uprawnionych nie zgłasza uzasadnionych zastrzeżeń) i zatwierdzona przez krajową jednostkę normalizacyjną – Polski Komitet Normalizacyjny (PKN). Obecnie normy PN są powszechnie dostępne, płatne  i do dobrowolnego stosowania. Ich dystrybucję kontroluje PKN.
Określenie Polska Norma wprowadził w 1924 r. Komitet Techniczny dla normalizacji wytworów przemysłowych oraz ich dostawy przy Ministerstwie Przemysłu i Handlu.

## Stan prawny
Status prawny PN wielokrotnie ulegał zmianom.
Do 31 grudnia 1993 roku stosowanie PN było obowiązkowe i pełniły one rolę przepisów. Nieprzestrzeganie postanowień PN było naruszeniem prawa. Od 1 stycznia 1994 roku stosowanie PN jest dobrowolne, przy czym do 31 grudnia 2002 istniała możliwość, przez właściwych ministrów i w pewnych przypadkach nakładania obowiązku stosowania PN. Od 1 stycznia 2003 stosowanie PN jest już całkowicie dobrowolne, z wyjątkiem działań wykonywanych ze środków publicznych, podlegających ustawie Prawo zamówień publicznych, która nakłada obowiązek ich uwzględnienia oraz innych ustaw i rozporządzeń ministrów.
Polskie Normy są opracowywane przez Komitety Techniczne – ciała złożone z ekspertów delegowanych przez instytucje zainteresowane normalizacją. PKN nie jest odpowiedzialny za treść norm i nie jest urzędem tworzącym przepisy techniczne, nadzoruje jedynie zgodność procesów opracowywania norm z przepisami wewnętrznymi PKN. Zatwierdzenie projektu przez PKN jest formalnym stwierdzeniem tej zgodności i nadaniem projektowi statusu normy krajowej.

### Dostępność Polskich Norm
Teksty Polskich Norm są na podstawie aktualnej ustawy o normalizacji chronione prawem autorskim, przy czym prawa majątkowe do nich przysługują PKN. PKN nie zezwala bez zgody na rozpowszechnianie tekstów Polskich Norm, co powoduje m.in. że nie są one bezpłatnie dostępne w bibliotekach publicznych. 
Na terenie kraju istnieje kilkanaście Punktów Informacji Normalizacyjnej, działających zwykle przy bibliotekach uniwersyteckich i instytutach naukowych. Punkty te udostępniają teksty norm odpłatnie, według cennika, przy czym bez opłaty jest możliwość zapoznania się z normą w czytelni, ale zwykle ograniczone jest to tylko do pracowników i studentów uczelni. Pełny publiczny i bezpłatny dostęp do tekstów norm możliwy jest w 3 czytelniach w Polsce znajdujących się w Warszawie, Łodzi i Katowicach.

### Projekt zmian prawnych
Sposób ustanawiania Polskiej Normy i jej usytuowanie w polskim systemie prawnym normuje ustawa o normalizacji z dnia 12 września 2002 roku z późniejszymi zmianami.
W 2007 r. prawnicy Kancelarii Prezesa Rady Ministrów wyrażali opinię, że obowiązujące wówczas brzmienie ustawy utrudniało z różnych przyczyn proces zbliżenia organizacji normalizacji krajowej do organizacji normalizacji na szczeblu europejskim i międzynarodowym i dlatego do Sejmu RP zgłoszony został projekt zmiany tej ustawy. Według nowego projektu Polski Komitet Normalizacyjny miał utracić status państwowej jednostki budżetowej i stać się osobą prawną zrzeszającą na równych prawach podmioty zainteresowane procesem tworzenia norm. Proponowana była też zmiana sposobu doboru uczestników poszczególnych komitetów normalizacyjnych i usunięta sprzeczność między kwestią praw autorskich PKN do tekstów norm i ustawą o dostępie do informacji publicznej. Ustawa nie weszła w życie.

## Polska Norma a Unia Europejska
Od chwili ratyfikacji Traktatu ateńskiego 1 maja 2004 r., na mocy którego Polska stała się członkiem Unii Europejskiej Polski Komitet Normalizacyjny zajmuje się przede wszystkim wprowadzaniem do PN norm europejskich, tworzonych przez Europejski Komitet Normalizacyjny. Harmonizacja polskiego systemu norm technicznych była w procesie akcesyjnym jednym z warunków do spełnienia.
Normy Europejskie nie są powszechnie dostępne (nie można kupić Normy Europejskiej), są natomiast dostępne w implementacjach krajowych. W każdym kraju członkowskim UE i EFTA teksty norm krajowych wprowadzających Normy Europejskie są takie same. Polska Norma wprowadzająca Normę Europejską ma oznaczenie PN-EN, niemiecka DIN-EN itd. Obywatel np. Estonii posługujący się swoją normą krajową ma pewność, że wypełniając jej postanowienia spełnia jednocześnie postanowienia norm pozostałych krajów UE i EFTA. Ma to decydujące znaczenie przy swobodnym przepływie towarów na rynku europejskim.
Szczególną rolę w normalizacji europejskiej pełnią Europejskie Normy Zharmonizowane. Europejskie normy zharmonizowane wspomagają legislację w ramach tzw. Nowego Podejścia, ale ich stosowanie jest całkowicie dobrowolne.
Od chwili włączenia się w struktury Europejskich Organizacji Normalizacyjnych 1 stycznia 2004, a więc na 4 miesiące przed akcesją Polski do UE, PKN uczestniczy w procesach tworzenia Norm Europejskich na równych prawach z innymi członkami UE i EFTA. Niezależnie od współpracy z Europejskimi Organizacjami Normalizacyjnymi PKN współpracuje z międzynarodowymi organizacjami normalizacyjnymi:
- Międzynarodowa Organizacja Normalizacyjna (ISO) – od 1947
- Międzynarodowa Komisja Elektrotechniczna (IEC) – od 1923 r.

W obszarach nie objętych normalizacją europejską PKN wprowadza normy identyczne z normami międzynarodowymi. Te normy mają odpowiednio oznaczenie PN-ISO i PN-IEC.

## Oznaczenia norm
- PN-N - Polska Norma o zasięgu krajowym; litera N oznacza następującą dziedzinę normalizacji: nauka, oświata, kultura, dokumentacja, poligrafia
- PN-ISO - Polska Norma wprowadzająca (metodą tłumaczenia) normę międzynarodową
- PN-EN - Polska Norma wprowadzająca (metodą tłumaczenia) normę europejską
- PN-EN ISO - Polska Norma wprowadzająca normę międzynarodową, uznaną przez CEN za normę europejską lub opracowaną jednocześnie przez ISO i CEN

Każda norma posiada numer referencyjny, którego elementem jest rok publikacji w Polsce. W przypadku nowelizacji norma zachowuje dotychczasowy numer, zmienia się tylko rok wydania.